# Sarah Catherine Jones
Sarah Catherine Jones (* 3. April 1965 in Bromborough, Wirral, Vereinigtes Königreich) ist eine britisch-deutsche Professorin für Meteorologie mit einem Schwerpunkt auf der Erforschung und Vorhersage von schweren Wetterereignissen. Seit 1. August 2023 ist sie Leiterin des Deutschen Wetterdienstes.

## Werdegang
Jones wuchs bei Liverpool auf und studierte nach dem Abitur Physik an der University of Birmingham. Sie promovierte 1990 bei Alan J. Thorpe an der University of Reading im Fach Meteorologie mit der Arbeit Three dimensional aspects of symmetric instability. Zwischen 1990 und 2004 forschte sie als wissenschaftliche Assistentin am Meteorologischen Institut der Ludwig-Maximilian-Universität in München, wo sie sich 2003 mit einer Arbeit über die Dynamik von tropischen Zyklonen und ihrem Übergang in außertropischen Tiefdruckgebiete habilitierte und die Lehrbefugnis für Meteorologie erhielt.
Im Dezember 2004 wurde sie als Universitätsprofessorin für Meteorologie und Klimaforschung an die Universität Karlsruhe berufen, wo sie sich mit der Analyse und Vorhersage von schweren Wetterereignissen befasste und ein nationales Forschungsnetzwerk dazu aufbaute.
2011 folgte Jones dem Meteorologen Gerhard Adrian in der Leitung des Geschäftsbereichs Forschung und Entwicklung beim Deutschen Wetterdienst und wurde zeitgleich Mitglied des DWD-Vorstands. Mit Wirkung zum 1. August 2023 wurde ihr im Juli des Jahres vom Bundesministerium für Digitales und Verkehr die Leitung des DWD übertragen.
Jones engagiert sich international als Mitglied in verschiedenen Gremien und Komitees. Sie ist Mitglied der THORPEX-Arbeitsgruppe ‚Vorhersagbarkeit und dynamische Prozesse’, war außerdem von 1999 bis 2002 gewähltes Mitglied im Komitee für Hurrikane und tropische Meteorologie der American Meteorological Society. In den Jahren 2012 bis 2015 gehörte sie dem wissenschaftlichen Beirat des U.K. Meteorological Office an und vertritt seit 2013 die Bundesrepublik Deutschland im Rat des Europäischen Zentrums für mittelfristige Wettervorhersage in Reading.
2015 bis 2020 war Jones Vorsitzende des wissenschaftliche Steuerungsgruppe des World Weather Research Programme (WWRP) bei der UN-Weltorganisation für Meteorologie. Hier setzte sie sich insbesondere für die Förderung junger Wissenschaftlerinnen und Wissenschaftler aus Entwicklungsländern ein, unter anderem, indem sie das Preisgeld für den ihr 2019 verliehenen Georgi-Preis der WWRP spendete.

## Privates
Jones ist verheiratet und Mutter zweier Töchter.

## Auszeichnungen
- 2019: Georgi-Preis der Deutschen Meteorologischen Gesellschaft (für „herausragende Arbeiten, die den Einfluss von tropischen Zyklonen auf das Wettergeschehen der mittleren Breiten aufzeigen und die meteorologische Forschung in Deutschland nachhaltig in Bezug auf die Verbesserung der Vorhesagbarkeit aufstellen“)[6]
- 2023: Silver Medal der European Meteorological Society (für Beiträge zur Erforschung tropischer Wettersysteme und deren außertropischer Übergänge sowie die engagierte Förderung der jungen Wissenschaftscommunity)[7]